# Dina (Bibel)
Dina (Hebräisch: דִּינָה, moderne hebräische Aussprache: Dina, Tiberianische Vokalisierung: Dînāh; deutsch: „gerechtfertigt“, „gerichtet“) war eine Tochter Jakobs und Leas, die in der Tora des Tanach bzw. im Alten Testament der Bibel namentlich erwähnt wird. Geboren wurde sie in Haran wie 11 ihrer 12 (Halb)brüder.

## Die Erzählung in der Bibel
Dinas Geburt durch ihre Mutter Lea wird in Gen 30,21 erwähnt: „Danach gebar sie eine Tochter, der sie den Namen Dina gab.“ Nach Gen 46,7  ist Dina nicht die einzige Tochter Jakobs. In der biblischen Erzählung im Buch Gen 34  ging sie immer wieder weg, um mit den jungen Frauen des Landes Zeit zu verbringen. Sie gefällt Sichem, dem Sohn des Hiwiters Hamor, eines reichen Fürsten aus Kanaan, so sehr, dass er sie entführt und vergewaltigt. Aus Liebe erbittet er von seinem Vater, Dina heiraten zu dürfen. Dieser wiederum bespricht die Bitte seines Sohnes mit Jakobs Söhnen, die nur unter der hinterlistigen Voraussetzung einwilligen, dass alle Männer aus Sichems Stamm beschnitten werden. Nur durch die Beschneidung, den Bund Gottes mit Abraham, würde eine Heirat erst möglich sein. Hamor und Sichem willigen ein; die Männer der gleichnamigen Stadt Sichem werden beschnitten.
Drei Tage später, als alle Männer in Sichem durch den körperlichen Eingriff von Wundfieber geschwächt sind, überfallen zwei der Vollbrüder Dinas, Simeon und Levi, die Stadt, und töten alle männlichen Einwohner und befreiten Dina aus Sichems Haus. Danach plünderten Jakobs andere Söhne die Stadt und das Umland. Sie erbeuteten Kleinvieh- und Rinderherden sowie Esel und nahmen die Frauen und Kinder gefangen. Die Stadt selbst wird zudem großenteils zerstört. Die Schmach, die man Dina angetan hatte, soll so getilgt werden. Ihr Vater Jakob war über seine Söhne und ihre Rache an der ganzen Stadt Sichem entsetzt, da er nun Vergeltungsangriffe der Kanaaniter und Perisiter befürchtete. In der Folge dieser Ereignisse zog Jakob mit seinem Gefolge nach Bethel (Gen 35,6 )
Nach Gen 46,7 15  kam Dina offenbar etliche Jahre später mit den übrigen Hausgenossen Jakobs auf Josephs Einladung hin nach Ägypten.
Ein Grund dafür, dass Dinas weitere Geschichte in der Bibel nicht dargestellt wird, dürfte darin bestehen, dass wegen der vorherrschenden patriarchalischen kulturellen Normen dieser Zeit Familien, Sippen, Stämme und Völker nach ihrem Stammvater benannt werden, nie nach der Mutter (vgl. Herkunftssagen).

## Dina in der jüdisch-hellenistischen Literatur
Im Buch der Jubiläen ist Dina die Zwillingsschwester Sebulons (Jub 28,23) und die einzige Tochter Jakobs (Jub 33,22). Entführung und Vergewaltigung geschehen in ihrem zwölften Lebensjahr (Jub 30,2). Sie stirbt kurz nachdem Josef nach Ägypten verkauft wurde (Jub 34,15).
In den Testamenten der zwölf Patriarchen wird die Vergewaltigung der Dina und die Rache der Brüder nacherzählt und zu ethischen Ermahnungen zum Umgang mit Zorn genutzt (TestLev 6+7).
Im Testament Hiobs (TestHiob 1,6) und im Liber Antiquitatum Biblicarum (LibAnt 8,7–8) gilt Dina als Frau Hiobs. Sie wird Mutter von vierzehn Söhnen und sechs Töchtern (LibAnt 8,8.11).

## Rezeption
In Thomas Manns Roman Joseph und seine Brüder ist ihr im ersten Band Die Geschichten Jaakobs (1933) ein eigenes Kapitel gewidmet.
Anita Diamant gibt Dina in ihrem Roman Das rote Zelt der Frauen (The Red Tent, 1997) Gestalt und Stimme.